# Wilhelm Kempff
Wilhelm Kempff (Jüterbog, 25 novembre 1895 – Positano, 23 maggio 1991) è stato un pianista, organista e compositore tedesco.

## Biografia
Kempff iniziò gli studi a Berlino e a Potsdam. I suoi tour iniziarono presto, essendo stato un artista molto precoce, già premiato a nove anni. Tuttavia la sua prima apparizione a Londra è del 1951, solo ancor più avanti negli anni suonò a New York, nel 1964. 
Considerato uno dei più grandi pianisti del XX secolo, Kempff è molto famoso grazie alle numerose registrazioni e incisioni di Ludwig van Beethoven, Robert Schumann, Johannes Brahms, Franz Schubert, Wolfgang Amadeus Mozart, Johann Sebastian Bach, Franz Liszt e Fryderyk Chopin. Le sue registrazioni si estendono per un periodo di oltre sessant'anni. Kempff è stato tra i primi a registrare tutte le sonate di Franz Schubert, molto prima che diventassero popolari.
Kempff ha anche suonato musica da camera con Yehudi Menuhin, Pierre Fournier, Mstislav Rostropovich, Henryk Szeryng e altri. Particolarmente famose sono le registrazioni di tutte le sonate di Beethoven per violino e pianoforte insieme a Menuhin.
Un'attività meno nota di Kempff fu quella di compositore, che lo ha visto all'opera nelle composizioni di praticamente quasi ogni genere. La sua seconda sinfonia fu eseguita per la prima volta nel 1929 al Leipzig Gewandhaus da Wilhelm Furtwängler.
Ha anche trascritto un buon numero di opere di Bach e riveduto la trascrizione delle Variazioni Goldberg pubblicata attorno al 1900 da Ferruccio Busoni, trascrizione in parte da lui stesso utilizzata per l'incisione del luglio 1969, che lo vide interpretare un ruolo romantico, diametralmente opposto alla visione gouldiana, rappresentata dalla registrazione del 1955, di questo capolavoro.
In ogni caso la venerazione di Kempff per Busoni risaliva sicuramente alla più tenera età ed è evidente dal numero di trascrizioni che di Busoni utilizzò per incisioni e concerti, adattandole in parte all'ulteriore progresso tecnico dello strumento e alla diversa sensibilità dell'auditorio.
Egli non vide alcuna contraddizione nel suonare professionalmente due strumenti, l'organo e il pianoforte, nonostante i suoi severi insegnanti di pianoforte lo avessero grandemente sconsigliato; secondo loro la pratica sull'organo avrebbe ostacolato i suoi progressi sul pianoforte. Tuttavia Kempff ignorò questi consigli.
Morì in Italia, a Positano. Da tempo era affetto dalla Malattia di Parkinson.

## Discografia parziale
- Bach, Var. Goldberg - Kempff, Deutsche Grammophon
- Bach Haendel Gluck, Suite ingl. n. 3/Trascr. pf. - Kempff, Deutsche Grammophon
- Beethoven, Conc. pf. n. 1-4 - Kempff/Leitner/BPO, 1961 Deutsche Grammophon
- Beethoven, Conc. pf. n. 1-5/Rondò n. 1-2 - Kempff/Kempen/BPO, 1953 Deutsche Grammophon
- Beethoven, Conc. pf. n. 4, 5 - Kempff/Leitner/BPO, Deutsche Grammophon
- Beethoven, Son. pf. n. 1-32 - Kempff, 1964 Deutsche Grammophon
- Beethoven, Son. pf. n. 1-32/Reg. 1951-56 - Kempff, Deutsche Grammophon
- Beethoven, Son. pf. n. 8, 14, 21, 22 - Kempff, Deutsche Grammophon
- Beethoven, Son. pf. n. 14, 17, 23 - Kempff, 1965 Deutsche Grammophon
- Beethoven, Son. pf. n. 21, 26, 29 (Waldstein, Les Adieux, Hammerklavier) - Kempff, 1964 Deutsche Grammophon
- Beethoven, Son. pf. n. 27-32 - Kempff, Deutsche Grammophon
- Beethoven, Son. vl. e pf. n. 1-5/Rondò - Menuhin/Kempff, Deutsche Grammophon
- Beethoven, Son. vl. e pf. n. 5, 9 - Menuhin/Kempff, Deutsche Grammophon
- Beethoven, Son. vl. e pf. n. 6-10 - Menuhin/Kempff, Deutsche Grammophon
- Beethoven, Son. vlc. e pf. n. 1-5/Variaz. - Fournier/Kempff, Deutsche Grammophon
- Beethoven Schumann Schubert, Per Elisa e altre pagine celebri per pf. - Ugorski/Kempff/Cascioli/Gilels, 1965/1973 Deutsche Grammophon
- Brahms, Fant. op. 116/Intermezzi op. 117 - Kempff, Deutsche Grammophon
- Liszt, Années de pèlerinage II - Kempff, 1974 Deutsche Grammophon
- Mozart, Conc. pf. n. 23, 24, 8 - Kempff/Leitner/Bamberg SO/BPO, Deutsche Grammophon
- Mozart, Son. pf. n. 8, 11/Fant. K. 397 e K. 475 - Kempff, 1962 Deutsche Grammophon
- Schubert, Le registrazioni complete per Deutsche Grammophon - Kempff, Deutsche Grammophon
- Schubert, Son. pf. (compl.) - Kempff, Deutsche Grammophon
- Schubert, Son. pf. D. 960/Improvvisi - Kempff, Deutsche Grammophon
- Schumann, Conc. pf./Kinderszenen - Kempff/Kubelik/Bayer. RSO, 1971/1973 Deutsche Grammophon
- Schumann, Musiche per pf. - Kempff, Deutsche Grammophon
- Schumann, Musiche per pf. solo/Conc. pf. op. 54/Konzertstück op. 92 - Kempff/Kubelik/Bayer. RSO, 1967/1973 Deutsche Grammophon
- Kempff, The concerto recordings - Leitner/Van Kempen/Krips/ Klee/Fistoulari/Münchinger, 1925/1977 Deutsche Grammophon